# Oh, wat een nacht
Oh, wat een nacht was een dagelijks Nederlands radioprogramma dat tussen 00.00 en 05.00 uur in de nacht werd uitgezonden (in het weekend tussen 00.00 en 06.00 uur) op Radio Veronica. Het programma wordt sinds najaar 2014 niet meer gepresenteerd. In 2021 kwam de programmatitel terug, als benaming van de nonstop-nachtuitzending tussen 00.00 en 06.00 uur (in het weekend tussen 02.00 uur en 06.00 uur) op Radio Veronica.
De programmatitel Oh, wat een nacht werd vanaf april 1979 voor het eerst gebruikt voor diverse nachtprogramma's van Veronica op Hilversum 1, vanaf 7 december 1985 op Radio 2 en vanaf 10 oktober 1992 op Radio 3 en tevens later toen het vanaf 1 september 1995 een commerciële radiozender werd. Radio Veronica gebruikt het programma om nieuwe dj's te laten proefdraaien in de nacht.
Het programma werd in de loop der jaren gepresenteerd door onder anderen Jeroen van Inkel, Adam Curry, Simone Walraven, Annette van Trigt, Peter Teekamp, Wessel van Diepen, Alfred Lagarde, Erik de Zwart, Rob Stenders, Robert Jensen, Edwin Diergaarde, Edwin Evers en Gijs Staverman.
Van 1983 tot 1985 vulde Ben Liebrand het uur tussen twee en drie 's nachts met het programma In the Mix. Dit was het eerste radioprogramma waarin non-stopdansmuziek gemixt werd zonder de tot dan toe gebruikelijke dj-voice-overs. De enige spraak die te horen was, was een aankondiging van de dj van het vorige radio-uur "Zet je radio maar aan, en je diskjockey maar uit" en een lijst van platen opgelezen door de dj van het volgende uur aan het eind.
Een ander programma dat vanaf mei 1982 tot en met 2 oktober 1992 tijdens Oh, wat een nacht van 00:00 tot 02:00 uur werd uitgezonden op Hilversum 1 en vanaf 7 december 1985 op Radio 2 was De Stemband met Kees Schilperoort. Hierin liet Schilperoort een geluidsfragment van een bekende Nederlander horen. Luisteraars moesten raden wie dit was. Schilperoort presenteerde het programma samen met onder andere Annette Van Trigt, Erik de Zwart en Jeroen van Inkel.